# オークランド記念教会堂
オークランド記念教会堂（オークランドきねんきょうかいどう、Oakland Memorial Chapel）は、アメリカ合衆国ミシシッピ州クレイボーン郡の南西の田舎町にあるアルコーン州立大学のキャンパスに建つ歴史的教会堂および学術的建造物であり、1838年に建てられたオークランド大学で最古の現存建造物のひとつである。この建造物は南北戦争の後、現存しない大学のキャンパスから引き継がれた。アルコーン州立大学はアフリカ系アメリカ人の教育のために特別に設立された最初の土地付与大学であった。教会堂は1976年にアメリカ合衆国国定歴史建造物、1985年にミシシッピ州指定建造物にそれぞれ指定された.。

## 説明と歴史
オークランド記念教会堂は、田舎町キャンパスの循環道路のひとつであるアルコーン州立大学街道の南西側にあるアルコーン州立大学のキャンパスで重要な位置を占めている。切妻屋根がついた3階建ての煉瓦造りの建造物である。地上は一段高くなった地下室として機能しており、6本の円柱からなるギリシャ神殿風のポルチコを支える煉瓦製柱の列柱を抱く。円柱はトスカナ式オーダーで、エンタブラチュアと最大の切妻破風を支えている。2段ある四角形をした木枠の塔が屋根棟の上にそびえ立っていて、屋根棟縦溝掘りのドリス式円柱を特徴とする精巧な2つの舞台、エンタブラチュア、メトープ、そしてムトゥルスがあるエンタブラチュアが備わっており、高さの低い欄干がある。
オークランド大学は地方の白人の子供たちを教育するアメリカ合衆国長老教会の伝道師であるジェレミア・チェンバレン尊師により1828年に創設された。1851年、奴隷制廃止主義者であったチェンバレンは奴隷制支持者に刺殺され、大学は南北戦争期間中において閉鎖された。戦争終結後、大学は回復に失敗し、のちに再開したもののすぐにまた閉鎖に追い込まれた。その結果、1871年に大学の資産はミシシッピ州に売却された。その同じ年にミシシッピ州は特にアフリカ系アメリカ人の教育向けの最初の土地付与大学となるアルコーン州立大学を設立した。また黒人女性を卒業させる初の州立学校になると考えられた。
ミシシッピ州がキャンパスを獲得した時期にはオークランド大学時代の建物が3つあった。これらのうち、教会堂は最も優れた状態を維持した上で、建築学的に最も精巧な造りをしている。